# Azande (Sprache)
Azande, auch Zande oder Pazande genannt, ist eine Niger-Kongo-Sprache und wird von 1.142.000 Menschen gesprochen, davon leben 730.000 Menschen in der Demokratischen Republik Kongo (Stand 1978), 350.000 Menschen in Sudan (Stand 1982) und 62.000 in der Zentralafrikanischen Republik (Stand 1996). Azande ist nirgendwo Amtssprache.
Das Volk, das diese Sprache spricht, wird ebenfalls Azande genannt.